# Габдиев, Рысбай Хисметович
 Рысбай Хисметович Габдиев (5 февраля 1936, с. Красный Яр Астраханской области — 3 июня 2004, Атырау) — казахский домбрист, дирижёр, профессор (2000). Заслуженный деятель культуры Казахской ССР (1979), Народный артист Казахстана (1996).

## Биография
Происходит из рода Адай племени Байулы. В 1958 году окончил музыкальное училище им. П. И. Чайковского (Алма-Ата), в 1979 году — Институт культуры (Шымкент).
Солист Академического оркестра народных инструментов им. Курмангазы (1959—1960).
Декан музыкального факультета Атырауского педагогического института (1980—1990).
С 1990 года создатель, руководитель и главный дирижёр Атырауского областного оркестра народных инструментов им. Д. Нурпеисовой. В 1994 году оркестр завоевал Гран-при международного фестиваля (Турция), в 1998 году — Гран-при международного фестиваля «Құрманғазы және ұлы дала музыкасы» («Курмангазы и мелодии Великой степи»). В репертуаре Габдиева — кюи Курмангазы, Д. Нурпеисовой, Даулеткерея, Сейтека, Ергали, Есбая, Абыла, Казангапа и других.
Награждён орденом «Парасат» (2001).